# Заруда
Заруда, Велика Руда — річка в Україні, у Бердичівському й Чуднівському районах Житомирської області. Права притока Тетерівки (басейн Дніпра).

## Опис
Довжина річки 11 км. Площа басейну 26,3 км2.

## Розташування
Бере початок на північному заході від Мартинівки. Тече переважно на північний захід через Костянтинівку, Медведиху і між Іванополем та Малою Волицею впадає у річку Тетерівку, праву притоку Тетерева.